# Omedu
Omedu – wieś w Estonii, w prowincji Jõgeva, w gminie Kasepää.